# Dale McCormick

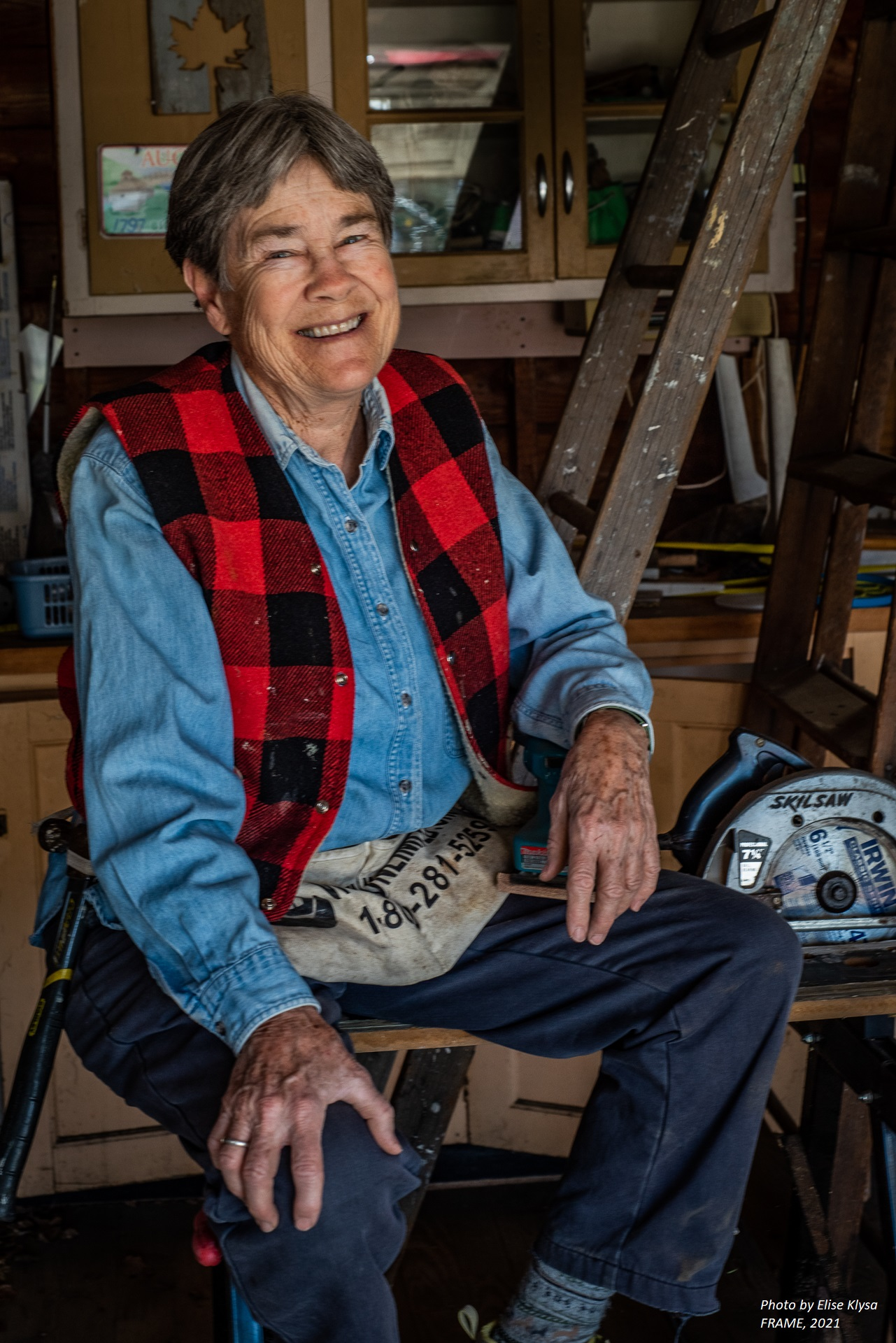
Dale McCormick, 2021

Dale McCormick (* 17. Januar 1947 in New York City) ist eine US-amerikanische Unternehmerin und Politikerin, die von 1997 bis 2004 Maine State Treasurer war. Seit 2013 gehört sie dem City Council von Augusta an.

## Leben
Dale McCormick wurde 1947 in New York City als Tochter von Kenneth Dale McCormick, Chefredakteur und Elizabeth Tibbetts McCormick, einer Lehrerin, geboren. Ihre Eltern waren schottische Einwanderer. Ihre Eltern ließen sich scheiden, ihre Mutter heiratete den Autor Dale Kramer. Die Familie zog 1955 nach Sigourney in Iowa und McCormick beendete 1965 die Sigourney High School. Danach studierte sie an der University of Iowa und machte im Jahr 1970 ihren Bachelor.
Nach der Beendigung ihres Studiums lebte sie in Iowa City und war in der Antikriegsbewegung, der Frauenbewegung und der Lesben- und Schwulenbewegung tätig. 1971 machte sie eine Ausbildung als Schreinerin bei der Internationalen Bruderschaft der Tischler und Schreiner und war die erste Gesellin in den Vereinigten Staaten. Sie schrieb ein Handbuch über die Schreinerei für Frauen, welches 1977 veröffentlicht wurde, und führte von 1977 bis 1980 ihr eigenes Unternehmen, McCormick Bau & Schreinerei, in Iowa City.
Anfang der 1980er Jahre zog Dale McCormick nach Maine und gründete dort Women Unlimited ein Ausbildungsprogramm für Frauen speziell in Handel und technischen Berufen. Bis 1995 war sie die Geschäftsführerin von Women Unlimited. Seit den 1980er Jahren war McCormick politisch aktiv. Sie engagierte sich neben der Lesben- und Schwulenbewegung auch im Bereich Gesundheit und Wohlfahrt sowie im Wohnungsbau. Sie gründete die Maine Lesbian/Gay Political Alliance und war deren Präsidentin.
Als Mitglied der Demokratischen Partei war sie Delegierte auf den Democratic National Conventions in den Jahren 1984 und 1988. 1990 wurde sie in den Senat von Maine gewählt und 1996 zum Treasurer von Maine. Sie übte das Amt mit mehreren Nachwahlen bis 2004 aus und war die erste weibliche Treasurer von Maine. 2005 wurde sie vom Gouverneur John Baldacci zur Direktorin der Maine State Housing Authority ernannt. Von der Position trat sie 2012 zurück.
Seit 2013 gehört sie dem City Council von Augusta an.
Dale McCormick hat mit ihrer Partnerin Betsy Sweet drei Kinder.

## Auszeichnungen
- Maryann Hartman Award (1997)[7]
- Crystal Vision Award (2006)[8]
- Mitglied der Maine Women Hall of Fame (2007)[9]
- Catalyst for Change Award (2008)[10]

## Werke
- Against the Grain: A Carpentry Manual for Women, Iowa City Women’s Press, 1977
- Housemending: Home Repair for the Rest of Us, Dutton, 1987, ISBN 978-0-525-48258-1